# Julian Colbeck
Julian Colbeck (Aldershot, 1952) is een Brits oud-toetsenist.

## Muzikale loopbaan
Al op jonge leeftijd begon Colbeck met pianospelen. Hij kreeg daartoe een eenvoudige piano, waarop hij later veel van zijn eigen composities in de verf zette. In 1973 stapte hij definitief de muziekwereld in. Hij maakte deel uit van de muziekgroep Greep, dat twee singles mocht uitgeven via Charisma Records. De muziekproducenten van dienst waren Hugh Murphy en David Hitchcock. Het was geen succes en Colbeck ging werken in een theater. Opeens was er weer werk, The New Seekers hadden een toetsenist nodig en Colbeck speelde bij hen in 1974 tijdens concerten en televisieoptredens. De man die de lichtinstallatie bediende kende nog een band zonder toetsenist, Charlie. Die hadden drukke werkzaamheden, want het leven bestond uit toeren en opnemen. De band zou echter nooit echt doorbreken. Arista Records zegde op een gegeven moment het platencontract op en de band viel uit elkaar en zou later een wat schimmig bestaan krijgen, maar dan zonder Colbeck. Na het avontuur met Charlie ging Colbeck enige tijd spelen met Robby Krieger van The Doors, de filmwereld lonkte met Captain Crash vs The Zzrof Womena, Chapters 5 & 6, waaraan ook Steve Hammond meewerkte. Het werd een flop.
Colbeck kwam zonder geld te zitten en begon te spelen bij de band Tropical Madness, de muziek was als de bandnaam. In 1982 ging hij op tournee met John Miles. Een aantal later ging hij spelen tijdens de tournee van en met Anderson Bruford Wakeman Howe, dat later weer zou oplossen in Yes. Tijdens die periode nam hij werk op met Jon Anderson, Steve Howe en Bill Bruford. Yes kwam toen weer bij elkaar en Colbeck moest weer iets anders verzinnen. In 1989 kwam Steve Hackett zonder toetsenist te zitten en Colbeck in vanaf het album Time Lapse. Colbeck begeleidde Hackett zeven jaar lang en nam een aantal albums met hem op. De breuk met Hackett kwam toen hij tijdens een concert wel erg oude heren om zich heen zag staan: Steve Hackett, Chester Thompson, John Wetton en Ian MacDonald. Hij stapte op om nooit meer op het podium te komen. Hij vond zichzelf te oud en hij vond rock-'n-roll voor de jongeren.
Ondertussen was er ook nog een soloalbum, waarop hij muziek speelde van Johann Sebastian Bach.

## Tweede loopbaan
De toetsinstrumenten maakten gedurende de jaren dat Colbeck speelde een enorme ontwikkeling door. Colbeck had als interne man toegang tot vele nieuwe snufjes en kon op die manier aan een schrijverscarrière beginnen. Hij schreef gebruiksaanwijzingen bij nieuwe apparatuur en ook een biografie over Frank Zappa. Hij gaf vervolgens leiding aan Keyfax Software, een bedrijf dat nieuwe software uitwikkelde voor toetsinstrumenten met onder andere toepassingen voor MIDI en Yamaha. Colbeck werkt al jaren samen met Alan Parsons aan de Art and Science of Soundrecording. Zij verzorgen masterclasses en onlinecursussen over studiotechnieken waarbij ook een boek verscheen met de titel The Fundamentals of Soundrecording. Ook werkt Colbeck samen in de Parsonics studio van Alan Parsons aan albums zoals een liveregistratie van een concert in Tel Aviv.

## Discografie

### Greep
- 1974: Gemini (Charisma)
- 1975: Mr Sympathy (Charisma)

### Charlie
- 1977: No second chance
- 1978: Lines
- 1979: Fight dirty
- 1981: Here comes trouble
- 1981: Good morning America
- 2009: Kitchens of distinction

### Steve Hackett
- 1991: Time Lapse
- 1993: Guitar noir
- 1995: Blues with a feeling
- 1996: Watcher of the skies: Genesis revisited
- 1997: There are many sides to the night
- 1999: The Tokyo tapes
- 2001: Darktown
- 2001: Live Archive 70,80,90's

### Anderen
- Sean Delaney: Highway (1980) (CBS)
- Vitamin Z: Vitamin Z (1985) (Phonogram)
- Yes: Symphonic Music of Yes (1993) (BMG)
- Yes: An Evening of Yes Music Plus (1994)
- Julian Colbeck: Back to Bach (1994) (EG/Virgin)
- Jon Anderson: Watching The Flags That Fly (VoicePrint 2007)

- International Standard Name Identifier: 0000 0003 7420 3604
- Library of Congress Control Number: n97021149
- Nationale Bibliotheek van Letland: 000213784
- MusicBrainz: 4cc6dce5-6a79-4e04-846a-a93768779dea
- Nationale Bibliotheek van Tsjechië: xx0202468
- Nederlandse Thesaurus van Auteursnamen: 072308613
- Virtual International Authority File: 75595349
- WorldCat: E39PBJhmPyGFMX4KVfJccCj3cP